# Tiszmenicz Mesullam
Tiszmenicz Mesullam (Bucsacs, ? – Pozsony?, 1801) pozsonyi rabbi.

## Élete
Előkelő rabbicsaládból származott. Veje volt Horovitz Izsák hamburgi rabbinak. Előbb Sztaniszlón és Tiszmenicen működött Galíciában, és mint az ottani rabbiiskola vezetője, szerzett hírnevet magának. 1795-től haláláig Pozsonyban működött. Hátrahagyott iratai közül csak keveset adtak ki, így az Igró Rómó című döntvénytárt (Lemberg 1873).